# Julia Cécillon
Pour les articles homonymes, voir Cécillon.
Julia Cécillon, née le 24 novembre 1984, est une actrice française, connue pour ses rôles tragiques à la télévision et au cinéma. Pendant l'été 2006, on l'a vue dans la série Plus belle la vie. De janvier à juin 2008, elle incarne le personnage de Emanuelle dite Manu dans la série Cinq Sœurs.

## Biographie
- Aire de Jeu avec Ani Hamel
- Les Ateliers de L'Ouest avec Steve Kalfa
- 2005 : cours de cinéma au sein de l’Actors Studio à Paris
- 2006-2007 : École de cinéma et théâtre Acting International à Paris

## Filmographie

### Télévision
- 2006 : Plus belle la vie (saison 2, 21 épisodes) : Julia Chabat
- 2008 : Cinq Sœurs (saison 1) : Emmanuelle Mattéi dite "Manu"
- 2009 : Claire Brunetti (épisode Piste Noire) : Cindy
- 2010 : Diane, femme flic (épisode Étoiles filantes) : Morgane
- 2011 : Plus belle la vie (saison 7, épisode 1795) : Femme sexy
- 2014 : Quand le vent tourne
- 2016 : La Stagiaire : Sandra Viemski

### Cinéma
- 2012 : JC comme Jésus Christ de Jonathan Zaccaï
- Urban d'Ingrid Lazenberg et Loic CardonMan.2 de Simon Birman (les films en 48h)
- Emma de Xavier Ournac
- Mélodie de Xavier Ournac